# Garrett MacNeill
Garrett MacNeill (* 3. Juni 1981 in Niagara Falls, Ontario) ist ein ehemaliger kanadisch-irischer Eishockeyspieler, der für Irland an insgesamt sechs Weltmeisterschaftsturnieren der Divisionen II und III teilnahm.

## Karriere
Garrett MacNeill begann seine Karriere in seiner kanadischen Heimat bei den Thorold Blackhawks aus der Greater Ontario Junior Hockey League. Von 2000 bis 2005 spielte er für die Mannschaft des Manhattanville College in der dritten Division der National Collegiate Athletic Association, wo er mit dem Hochschulteam 2002 und 2003 das Endspiel erreichte, das jeweils gegen das Team des Elmira Colleges verloren ging. 2005 zog es ihn nach Europa, wo er mit der Association des Sports de Glace de Tours in der Division 2, der dritthöchsten Spielklasse Frankreichs, spielte und dort als Meister den Aufstieg in die Division 1 erreichte. Trotz dieses Erfolges wechselte er nach Irland zum Flyers Ice Hockey Club. Nach nur einem Jahr auf der irischen Insel zog es ihn 2007 nach Kanada zurück, wo er bei den Toronto Blazers spielte. Zuletzt spielte er 2010/11 bei den Burlington Canadiens.

### International
MacNeill spielte für Irland bei den Welttitelkämpfen der Division II 2008 und 2011 sowie der Division III 2004, 2005, 2006, als er bester Vorbereiter des Turniers war, und 2007.

## Erfolge und Auszeichnungen
- 2006 Meister der Division 2 und Aufstieg in die Division 1 mit der Association des Sports de Glace de Tours
- 2007 Aufstieg in die Division II bei der Weltmeisterschaft der Division III
- 2007 Bester Vorbereiter bei der Weltmeisterschaft der Division III